# Henri Ziegler
Pour les articles homonymes, voir Ziegler.
Henri Ziegler, né le 18 novembre 1906 à Limoges et mort le 24 juillet 1998 à Paris 18e, est un aviateur et ingénieur aéronautique français. Résistant, il fut chef d'état-major des Forces françaises de l'intérieur (FFI). Grande figure de l'industrie aéronautique française, il fut responsable du projet Concorde puis l'un des pères fondateurs d'Airbus.

## Biographie

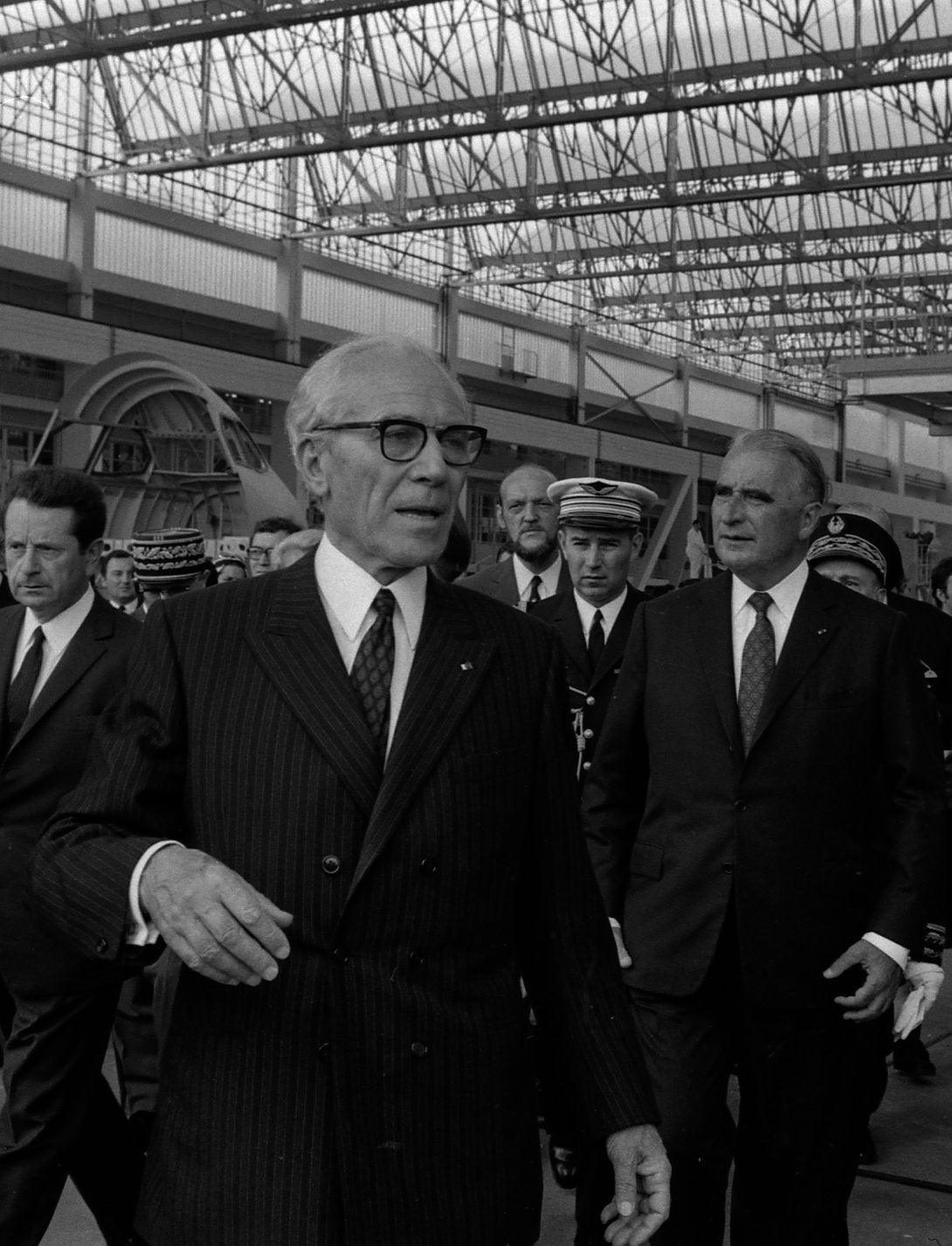
Henri Ziegler et Georges Pompidou en 1971.

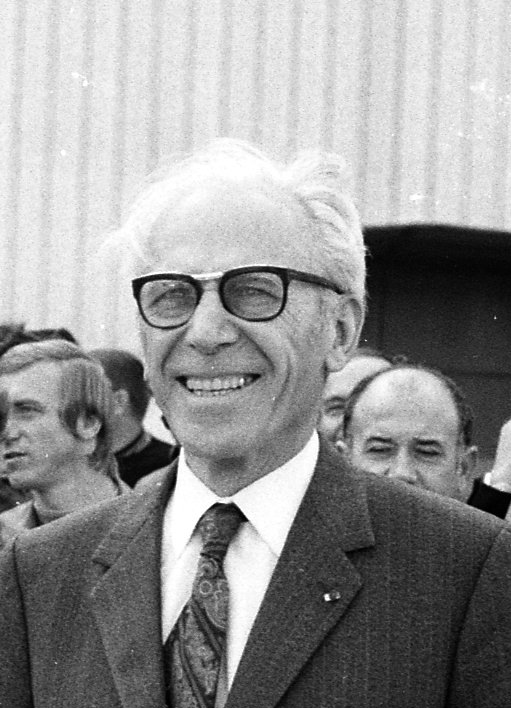
Henri Ziegler le 28 octobre 1972 lors du premier vol de l'Airbus A300

Diplômé de l'École polytechnique (promotion X 1926) et de Supaéro, il devient officier de l’armée de l'air dans le corps de l’aéronautique et breveté pilote d'essai. Directeur adjoint du centre d’essais en vol de Villacoublay en 1938 puis nommé chef adjoint aux États-Unis de la Mission française d'achat de l'air en décembre 1939, il permet au matériel commandé de rejoindre directement la Grande-Bretagne après l'armistice du 22 juin 1940. Il participe ensuite aux combats de la Résistance durant la Seconde Guerre mondiale sous couvert d'emplois administratifs à Vichy. Sous le pseudonyme de colonel Vernon, il est affecté au commandement des forces françaises libres en avril 1944 à Londres et est nommé chef d’état-major des Forces françaises de l'intérieur auprès du général Kœnig. À la Libération, il est nommé chef d'état-major de ce dernier devenu alors gouverneur militaire de Paris. Il le restera jusqu'en juin 1945.
En 1946, il entre à la compagnie aérienne Air France où il occupera entre autres le poste de directeur général jusqu'à sa démission en 1954.
De 1947 à 1949, il préside la première association X-Résistance, à l'existence éphémère.
Après avoir été membre de plusieurs cabinets ministériels, il devient administrateur directeur général des Avions Breguet en 1956, il lance alors les deux premiers programmes de coopération en Europe, le Breguet Atlantic et le Jaguar avec la Grande-Bretagne. En 1968, il devient PDG de Sud-Aviation où il est responsable du projet franco-britannique de l’avion supersonique Concorde. Il devient président (1970-1973) de la Société nationale industrielle aérospatiale (SNIAS) qui regroupait l'ensemble de l'industrie aéronautique publique française et allait devenir l'Aérospatiale en 1984. Il présida également (1971-1973) l'union syndicale des industries aéronautiques et spatiales françaises.
Il est le premier administrateur gérant d’Airbus Industrie de décembre 1970 à 1975, dont il est l’un des principaux pères fondateurs avec Roger Béteille, Bernard Lathière et Felix Kracht : on lui doit notamment le développement de l’Airbus A300 B, appareil à l’origine du succès planétaire d’Airbus. C’est lui qui sauva ce programme en 1969.
Il est le père de Bernard Ziegler et de Michel Ziegler (Air Alpes).

## Distinctions
- Grand officier de la Légion d'honneur.
- Croix de guerre 1939–1945 avec trois palmes.
- Médaille de la Résistance française avec rosette.
- Commandeur de l'ordre du Mérite touristique (1955)[2]
- Officier de la Légion du Mérite.
- Ordre de l'Empire britannique à titre civil Commandeur.
- Commandeur de l'ordre royal de Victoria.
- En 1975, l'Association des Journalistes Professionnels de l’Aéronautique et de l’Espace (AJPAE) lui décerne le prix Icare.
- En 1989, il reçoit la Grande médaille d'or de la Société d'encouragement au progrès

## Reconnaissance
- La promotion 2014 des élèves ingénieurs des études et techniques de l'armement de l'ENSTA Bretagne porte son nom.
- Le centre de livraison Airbus de Toulouse porte son nom.
- Une rue de Toulouse dans le quartier Saint-Martin-du-Touch, proche des usines Airbus porte son nom.
- Une rue de Blagnac dans le quartier d'Andromede vers Aéroscopia porte son nom.